# Sobralia gentryi
Sobralia gentryi är en orkidéart som beskrevs av Dodson. Sobralia gentryi ingår i släktet Sobralia och familjen orkidéer. Inga underarter finns listade i Catalogue of Life.